# Ludmilla Parfuss
Ludmilla Parfuss (* 18. November 1942 in Gersdorf, damals Gemeinde Gams) ist eine österreichische Sozial- und Berufspädagogin in Ruhe und ehemalige Politikerin (SPÖ). Parfuss war zwischen 1990 und 2002 Abgeordnete zum Österreichischen Nationalrat.

## Ausbildung und Beruf
Parfuss besuchte nach die Pflichtschule eine Handelsschule und absolvierte eine Ausbildung zur Sozial- und Berufspädagogin. Parfuss arbeitete als Angestellte in Steuerberatungsbüros in Graz und Deutschlandsberg und war als Sekretärin bei den Firmen Siemens und Humanic beschäftigt. Parfuss arbeitete zuletzt als freiberufliche Sozial- und Berufspädagogin.

## Politik
Parfuss war Mitglied des Landesfrauenvorstandes der SPÖ Steiermark und ab 1980 Bezirksfrauenvorsitzende der SPÖ Deutschlandsberg. Sie wurde zur Stellvertretenden Landesfrauenvorsitzenden gewählt und war Mitglied des Landesparteipräsidiums. Zudem war Parfuss Mitglied des Landesparteivorstandes der SPÖ Steiermark.
Parfuss war zwischen dem 5. November 1990 und dem 19. Dezember 2002 Abgeordnete zum Nationalrat. Sie war Bereichssprecherin für Tier- und Artenschutz innerhalb des SPÖ-Landtagsklubs und trat bei der Nationalratswahl 2002 nicht mehr an.

## Auszeichnungen
- 1999: Großes Goldenes Ehrenzeichen für Verdienste um die Republik Österreich[2]